# Lonchophylla hesperia
Lonchophylla hesperia är en fladdermusart som beskrevs av Glover Morrill Allen 1908. Lonchophylla hesperia ingår i släktet Lonchophylla och familjen bladnäsor. Inga underarter finns listade i Catalogue of Life.

## Utseende
Arten når en kroppslängd (huvud och bål) av 45 till 65 mm och en svanslängd av 7 till 10 mm. Ovansidan är täckt av ljusbrun päls och på undersidan förekommer ljus gråbrun päls. Med hjälp av den långsträckta nosen och den långa tungan kan arten lätt slicka nektar. Lonchophylla hesperia har hårliknande utskott på tungans spets samt vågformiga muskler på tungan. Den kan så suga nektar utan att drag tungan bakåt. På näsan finns en lång och smal hudflik (bladet).
Djuret har avrundade öron och på flyghuden finns endast glest fördelade hår. Svansen når fram till svansflyghudens halva bred. Hos Lonchophylla hesperia är hälsporren (calcar) kortare än foten.

## Utbredning och ekologi
Arten förekommer i nordvästra Peru och i angränsande områden av Ecuador. Vanligen bildas små flockar med cirka 10 medlemmar. Lonchophylla hesperia äter inga frukter.
Förutom nektar äter arten pollen och kanske insekter. Den undviker antagligen frukter. Ett exemplar hittades vilande i ett jakttorn fyra meter över marken. Arten delar sovplatsen med egentlig vampyr, Glossophaga soricina och Artibeus fraterculus. En hanne hade i juli aktiva testiklar.

## Hot
Beståndet hotas av skogarnas omvandling till jordbruksmark. Fram till 2015 var endast cirka 15 individer kända.  IUCN kategoriserar arten globalt som nära hotad.